# Chokito
Chokito — шоколадный батончик, принадлежащий швейцарской компании Nestlé.

## Описание
Оригинальный батончик Chokito состоит из карамельного фаджа в форме слитка, покрытого глазурью из молочного шоколада и хрустящего риса снаружи. Он производится компанией Nestlé в Швейцарии, Бразилии и Австралии.
Батончик Chokito первоначально производился в Швейцарии на принадлежащей Nestlé фабрике Cailler в Броке с 1964 года как модернизированная версия батончика Branche, чтобы противостоять конкуренции со стороны других брендов. Вскоре после этого, в 1965 году, модифицированная версия была запущена в Великобритании. Батончик Chokito стал очень популярным на швейцарском рынке, однако вскоре бренд столкнулся с конкуренцией со стороны шоколадной фабрики Frey, которая в 1967 году представила аналог Risoletto. Шоколадный батончик был запущен в Австралии в 1968 году и в Бразилии в 1970-е годы. В 2018 году производство было передано в другие регионы Швейцарии.

## Реклама
Chokito был перезапущен в 2010 году в Австралии с новой упаковкой и новой рецептурой. Это включало в себя отказ от составного шоколада, который был в оригинальной формуле. Также в 2010 году была проведена новая рекламная кампания, в основе которой лежал мужчина, запрещающий вышибалам клуба входить в такие места, как туалеты и тренажёрный зал, произнося рекламный слоган: «Нет, нет, нет» (англ. «No no no»). Кампания, ориентированная на мужчин в возрасте от 24 до 35 лет, набрала 380 000 просмотров за две недели на сайтах YouTube и Break.com. В 2012 году в Новой Зеландии была запущена новая формула Chokito. Батончик также первоначально продавался компанией Nestle South Africa в конце 1960-х годов, но затем был отозван в начале 1980-х годов.
В настоящее время слоган Chokito в Австралии — «Большая лента, большой вкус» (англ. «Big feed, big taste»), в то время как в 1970-е годы у Chokito был слоган «Chokito заставляет вас двигаться» (англ. «Chokito gets you going»).